# ختاگوروو
ختاگوروو (به لاتین: Khetagurovo) یک منطقهٔ مسکونی در گرجستان است که در ناحیه تسخینوالی واقع شده‌است. ختاگوروو ۱٫۰۲۵ کیلومتر مربع مساحت و ۷۵۰ نفر جمعیت دارد و ۹۲۰ متر بالاتر از سطح دریا واقع شده‌است.